# Tonight's the night (album van Neil Young)
Tonight's the night is het zesde studioalbum van de Canadese zanger Neil Young.

## Achtergrond
Kort voordat de muziek van dit album werd geschreven en opgenomen overleed Bruce Berry, een van Youngs podiummedewerkers, aan een overdosis heroïne. In 1972 was de met Young bevriende muzikant en voormalig lid van  Crazy Horse Danny Whitten eveneens aan een overdosis gestorven. Young vertelde dat Nils Lofgren (gitaar), Billy Talbot (basgitaar), Ralph Molina (drums) en hij tijdens de opnamen veel aan Whitten en Berry dachten. Het album werd opgenomen in de studio van Berrys broer. De sessies voor dit album waren tevens de eerste met Crazy Horse zonder Whitten. Het vrolijke, up-tempo rocknummer "Come on baby let's go downtown" betreft een oudere liveopname in Fillmore East, waarop Whitten nog wel te horen is als gitarist en leadzanger. De sfeer op het album is echter vooral droevig en somber. In eerste instantie werd Tonight's the night dan ook geweigerd door platenmaatschappij Reprise Records. Als opvolger voor Harvest (1972) had Young destijds ook een meer melodieus album gemaakt, getiteld Homegrown. Op aanraden van zijn vrienden besloot hij dat album nooit uit te brengen en in plaats daarvan verscheen Tonight's the night twee jaar na de opnamen alsnog in de winkels.
Het lied "Mellow my mind" werd in 1998 vertolkt door Simply Red.

## Tracklist
Alle muziek en teksten zijn geschreven door Neil Young, tenzij anders aangegeven. 
| Nr. | Titel                                                     | Duur |
| --- | --------------------------------------------------------- | ---- |
| 1.  | Tonight's the night                                       | 4:39 |
| 2.  | Speakin' out                                              | 4:56 |
| 3.  | World on a string                                         | 2:27 |
| 4.  | Borrowed tune                                             | 3:26 |
| 5.  | Come on baby let's go downtown (Neil Young/Danny Whitten) | 3:35 |
| 6.  | Mellow my mind                                            | 3:07 |

| 7.                 | Roll another number (for the road) | 3:02 |
| 8.                 | Albuquerque                        | 4:02 |
| 9.                 | New mama                           | 2:11 |
| 10.                | Lookout Joe                        | 3:57 |
| 11.                | Tired eyes                         | 4:38 |
| 12.                | Tonight's the night, pt. 2         | 4:52 |
| Totale duur: 44:52 |                                    |      |

## Muzikanten
Neil Young & The Santa Monica Flyers
- Neil Young: piano, gitaar, harmonica, zang
- Billy Talbot: bas
- Ralph Molina: drums, zang
- Ben Keith: gitaar, zang
- Nils Lofgren: gitaar, piano, zang
- George Whitsell: zang op New Mama

Op "Come On Baby Let's Go Downtown":
Neil Young met Crazy Horse
- Neil Young: gitaar, zang
- Danny Whitten: gitaar, zang
- Billy Talbot: bas
- Ralph Molina: drums, zang
- Jack Nitzsche: elektrische piano

Op "Lookout Joe":
Neil Young with The Stray Gators
- Neil Young: gitaar, harmonica, zang
- Ben Keith: pedal steel gitaar, zang
- Kenny Buttrey: drums
- Tim Drummond: bas
- Jack Nitzsche: piano

## Ontvangst
Het album Tonight ’s the night werd over het algemeen goed ontvangen. Hoewel het niet een van de meest toegankelijke en commerciële albums van Neil Young is, behaalde het album in de Verenigde Staten # 25. In Nederland bereikte het # 10. In de jaarlijst 1975 van muziekkrant Oor stond dit album op een elfde plek.
De site AllMusic waardeerde dit album met vijf sterren (het maximum). Recensent William Ruhlmann schreef over dit album Though it did not become one of his bigger commercial successes, the album was immediately recognized as a unique masterpiece by critics, and it has continued to be ranked as one of the greatest rock & roll albums ever made.